# Прва инаугурација председника Џорџа В. Буша
Прва инаугурација Џорџа В. Буша као 43. председника Сједињених  Држава одржана је у суботу, 20. јануара 2001. године, на западном фронту америчког Капитола у Вашингтону, ДЦ. Била је то 54. инаугурација и обележила је почетак први мандат Џорџа В. Буша као председника и Дика Чејнија као потпредседника. Врховни судија Вилијам Ренквист положио је председничку заклетву у 12:01 сати, након што је подсетио и на потпредседничку заклетву. Процењује се да је церемонији полагања заклетве присуствовало 300.000 људи. Ово је била прва председничка инаугурација која се догодила у 21. веку, а прва у 3. миленијуму.

## Инаугурални догађаји
Уочи инаугурације, била је прослава за америчке ауторе коју је угостила Лора Буш у ДАР уставној дворани. Вејн Њутон, Брукс & Дан и Рики Мартин наступили су као прединаугурална забава. Хиљаде демонстраната присуствовало је уводним церемонијама у Вашингтону, у знак протеста због исхода и контроверзних околности председничких избора 2000. Четири демонстраната су ухапшена, а Бушову лимузину погодила је тениска лопта и јаје бачено из гомиле током уводне параде. Детаљи параде познати су у исмевању у уводном поглављу бестселера Глупи бели мушкарци 2001. на страницама 14–15.